# Friedrich Schulze (architecte)
Ne doit pas être confondu avec Friedrich Schulze (historien).
Pour les articles homonymes, voir Schulze.
Friedrich Schulze, souvent aussi Friedrich Schulze-Colbitz ou Friedrich Schulze-Kolbitz, (né le 8 mars ou le 18 mars 1843 à Colbitz, arrondissement de Wolmirstedt, et mort le 30 juillet 1912 à Steglitz près de Berlin ; nom complet : Johann David Friedrich Otto Schulze) est un architecte et un officier de construction prussien.

## Biographie

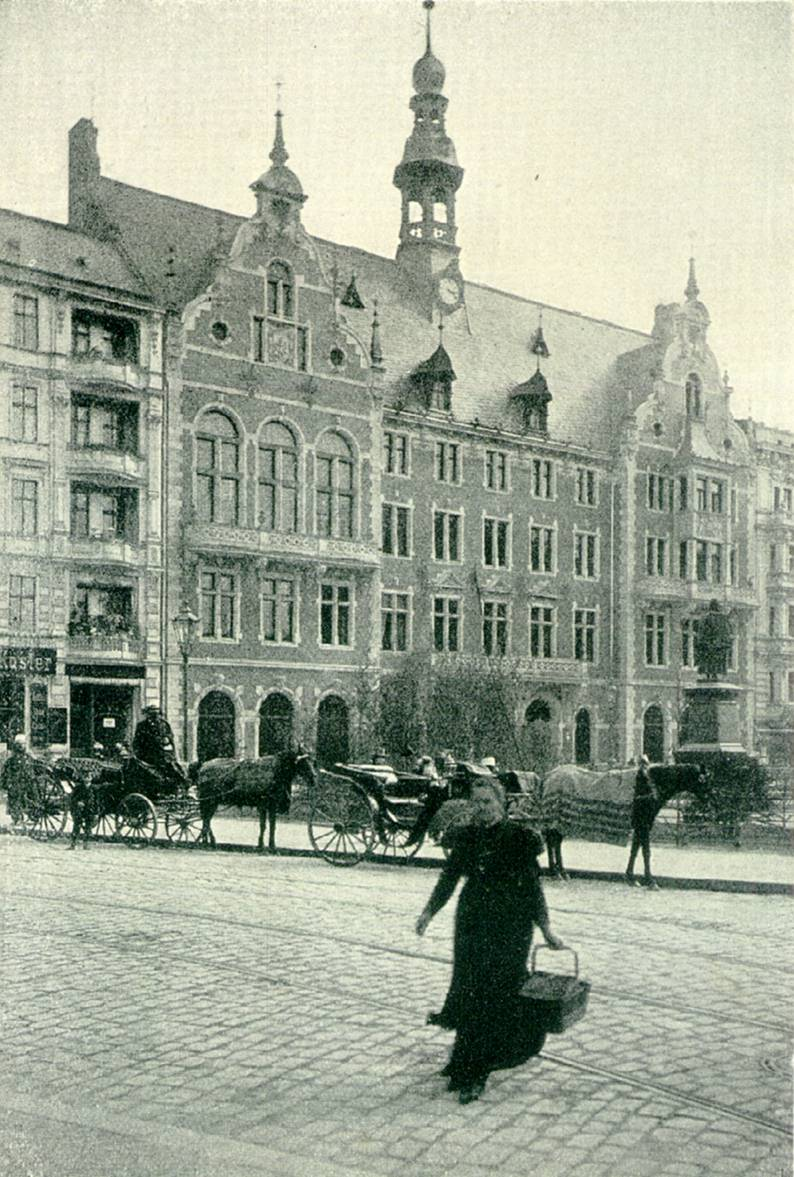
Ancien hôtel de ville de Schöneberg, 1895

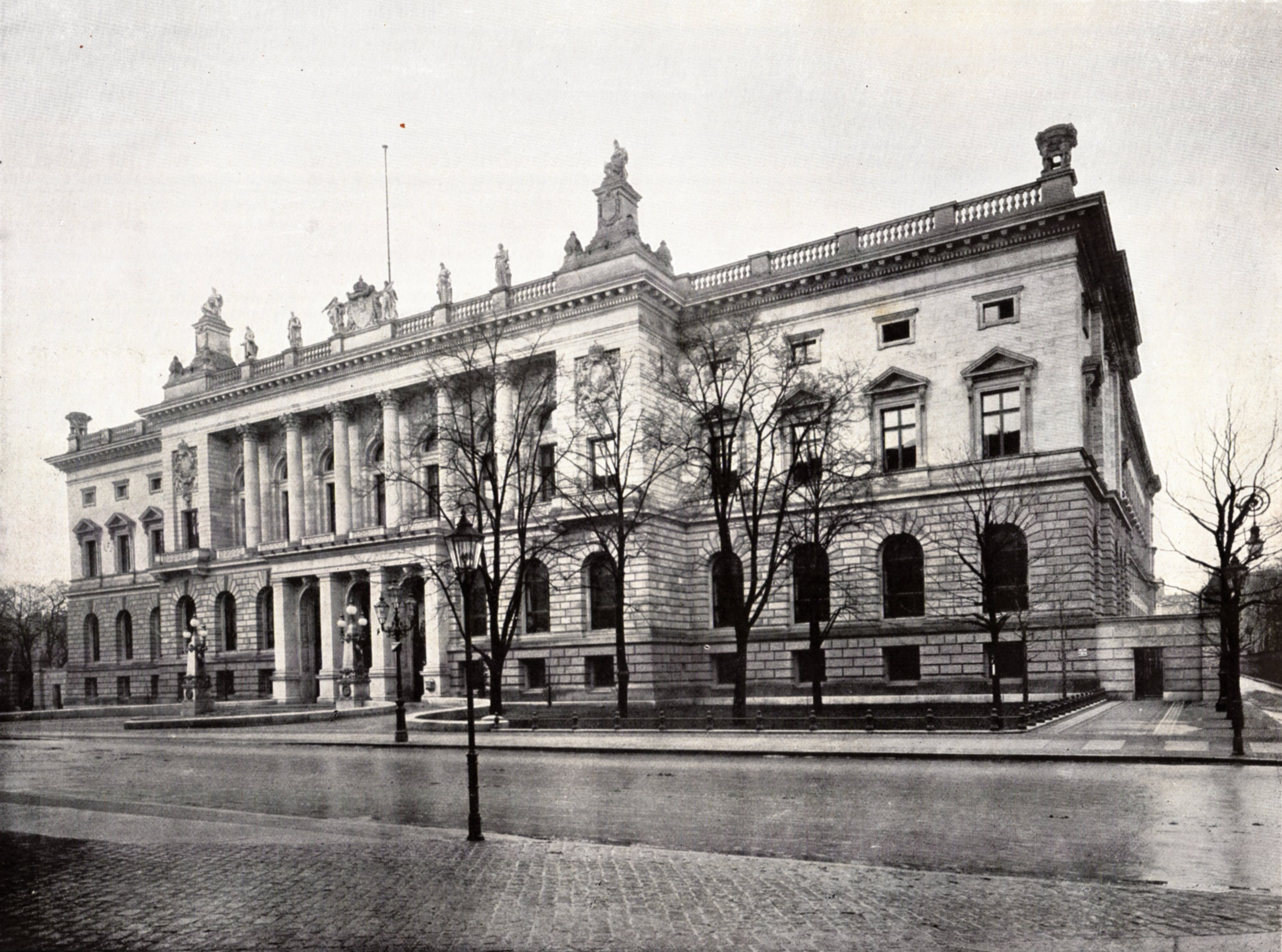
Chambre des représentants de Prusse, 1900

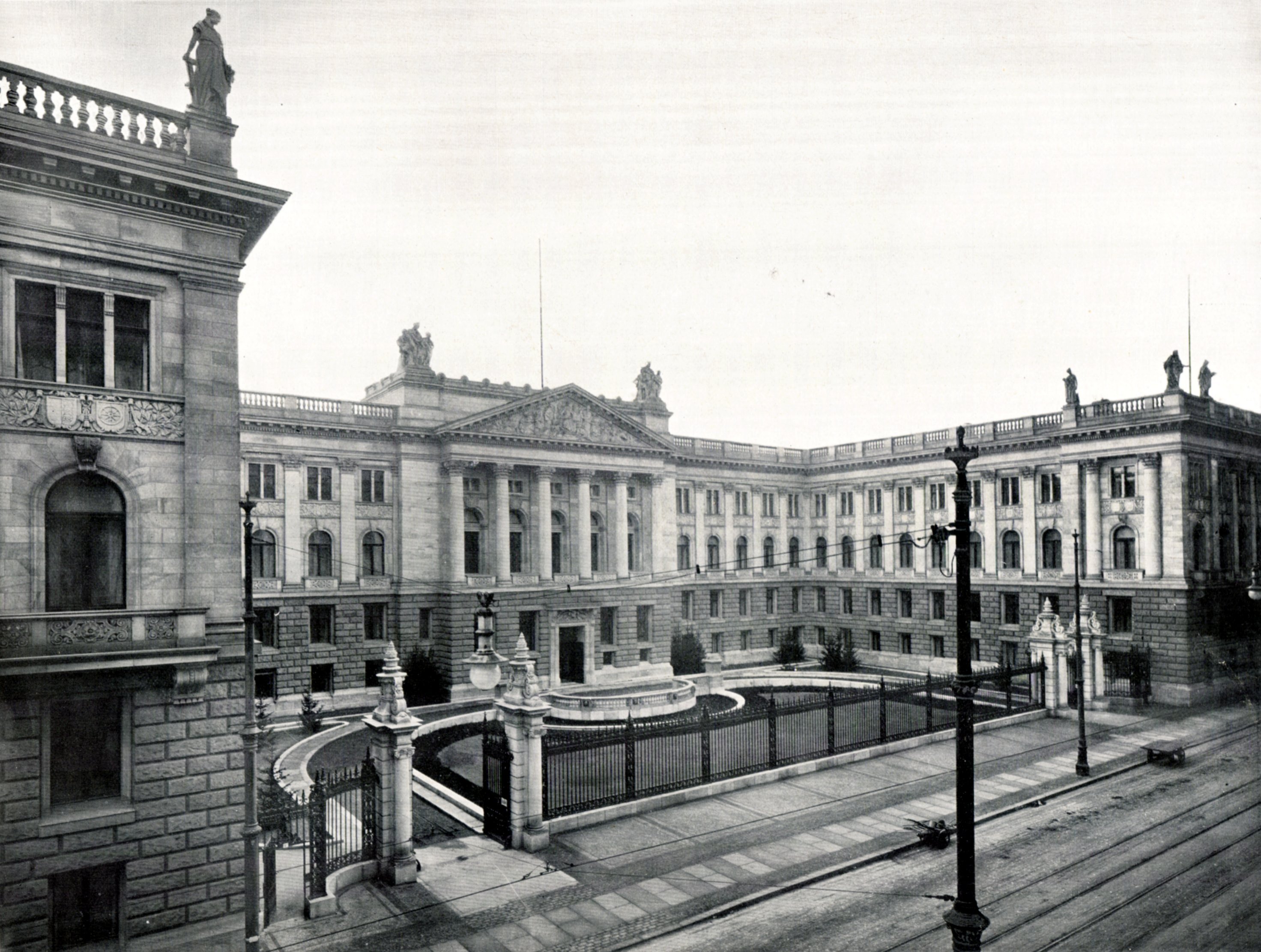
Chambre des seigneurs de Prusse, peu après son achèvement, 1904

Friedrich Schulze vit à Berlin depuis 1862, où après avoir obtenu son diplôme d' études secondaires, il étudie à l'Académie du bâtiment de Berlin de 1862 à 1867, interrompu par sa participation à la guerre austro-prussienne en 1866. Parallèlement à ses études, il travaille comme assistant de l'architecte Friedrich Adler. Il travaille comme chef de chantier dans la construction ferroviaire jusqu'à ce qu'il réussisse son examen de maître d'œuvre en 1873, interrompu par sa participation à la guerre franco-prussienne de 1870/1871. Son fils Otto, qui devient également architecte, est né le 19 avril 1874. En 1873, Friedrich Schulze obtient un poste à la Commission ministérielle du bâtiment et enseigne à temps partiel à l'Académie commerciale de Berlin. En 1877, Friedrich Adler l'intègre au ministère prussien des Travaux publics (de) en tant qu'officier du bâtiment de l'État. En 1879, il travaille brièvement pour le gouvernement du district de Cassel, mais retourne à Berlin en 1880 comme inspecteur en bâtiment pour la commission ministérielle du bâtiment. En 1892, il devient membre du conseil d'administration de l'Association des architectes de Berlin, dont il est membre depuis 1870. À la suite d'un accident de voiture en 1907, il prend sa retraite le 1er janvier 1909.

## Bâtiments et conceptions
- à partir de 1873 : Extension des bâtiments de la Charité à Berlin-Mitte
- 1874 : Extension de l'école vétérinaire, Luisenstrasse à Berlin-Mitte
- 1875–1876 : direction de la construction pour l'agrandissement du ministère des Travaux publics, Voßstraße (de) 35 à Berlin-Mitte (détruit)
- 1880-1882 : Lycée Louise de Berlin (de), Turmstraße (de) à Berlin-Moabit
- 1882 : Maison Victoria Regia du Jardin Botanique de Berlin-Lichterfelde [7]
- 1884-1886 : école des filles Augusta et séminaire des enseignants, Kleinbeerenstraße à Berlin-Kreuzberg
- 1885-1886 : reconstruction de l'église de la Trinité à Berlin-Mitte
- 1888-1890 : Lycée Frédéric-Guillaume, Kochstraße (de) 13 à Berlin-Kreuzberg
- 1891-1892 : Hôtel de ville de Schöneberg (ancien hôtel de ville), Bahnstrasse (à partir de 1893 : alors Kaiser-Wilhelm-Platz (de)) à Berlin-Schöneberg (détruit)
- 1891-1893 : école communautaire et lycée Prince-Henri (de) à Berlin-Schöneberg
- 1892 : Bâtiments pour le jardin botanique de Berlin-Lichterfelde
- 1892 : Refonte de l'église Sophie (de) à Berlin-Mitte[8]
- 1892-1894 : Église Saint-Sauveur de Berlin-Moabit (autres personnes impliquées dans la planification : Paul Kieschke (de), Max Hasak (de))
- 1892-1898 : Chambre des représentants de Prusse (de), Prinz-Albrecht-Straße (aujourd'hui : Niederkirchnerstraße) à Berlin-Mitte[9],[10],[11]
- 1898-1904 : Chambre des seigneurs de Prusse (de), Leipziger Straße 3/4 à Berlin-Mitte[9],[12],[13],[14]